# Рыжова, Антонина Алексеевна
Антони́на Алексе́евна Рыжо́ва (до 1960 — Моисе́ева; 5 июля 1934, Москва — 29 апреля 2020) — советская волейболистка, игрок сборной СССР (1955—1964). Серебряный призёр Олимпийских игр 1964, двукратная чемпионка мира, двукратная чемпионка Европы, 12-кратная чемпионка СССР. Связующая.  Заслуженный мастер спорта СССР (1956).

## Биография
Начала заниматься волейболом в Москве. Выступала за команды:
- 1950—1962 — «Локомотив»/«Метрострой» (Москва);
- 1963—1969 — ЦСКА;
- 1970—1971 — «Динамо» (Москва).

В составе этих трёх московских команд 9 раз становилась чемпионкой СССР и трижды победительницей розыгрышей Кубка европейских чемпионов. 4 раза в составе сборной Москвы побеждала на Спартакиадах народов СССР (одновременно трижды и в чемпионатах СССР). По этим показателям является одной из самых титулованных советских волейболисток.
В сборной СССР выступала в 1955—1964 годах. В её составе неоднократно становилась победителем и призёром крупнейших международных соревнований, в том числе дважды чемпионкой мира, дважды чемпионкой Европы, серебряным призёром Олимпиады-1964.
После окончания игровой карьеры работала тренером.
Умерла 29 апреля 2020 года, похоронена на Кунцевском кладбище.

## Достижения

### Клубные
- 9-кратная чемпионка СССР — 1952, 1957, 1958 («Локомотив» М), 1965, 1966, 1968, 1969 (ЦСКА), 1970, 1971 («Динамо» М);
  - 5-кратный серебряный призёр чемпионатов СССР — 1951, 1953—1955, 1960 («Локомотив» М);
- победитель розыгрыша Кубка СССР 1952 («Локомотив» М);
- трёхкратный победитель розыгрышей Кубка европейских чемпионов — 1966, 1967 (ЦСКА), 1971 («Динамо» М);
  - двукратный серебряный призёр Кубка европейских чемпионов — 1968, 1969 (ЦСКА).

### Со сборными
- серебряный призёр Олимпийских игр 1964;
- двукратная чемпионка мира — 1956, 1960;
  - серебряный призёр чемпионата мира 1962;
- двукратная чемпионка Европы — 1958, 1963;
  - серебряный призёр чемпионата Европы 1955;
- 4-кратный победитель Спартакиад народов СССР — 1956, 1963, 1967, 1971 (в 1956, 1963, 1967 — одновременно чемпионка СССР) в составе сборной Москвы;
  - серебряный призёр Спартакиады народов СССР и чемпионата СССР 1959 в составе сборной Москвы.

## Награды и звания
- Заслуженный мастер спорта СССР (1956)
- Орден «Знак Почёта»
- Медаль «За трудовую доблесть» (16.09.1960)[1]

## Источник
- Волейбол. Энциклопедия/Сост. В. Л. Свиридов, О. С. Чехов. — Томск: Компания «Янсон», 2001.